# Amin Sarr
Amin Sarr (Malmö, 11 marzo 2001) è un calciatore svedese di origini senegalesi e gambiane, attaccante del Verona.

## Caratteristiche tecniche
Attaccante che può essere indifferentemente schierato sia come punta che come esterno, preferibilmente a destra. Dotato di un fisico slanciato, è veloce e dinamico e preferisce attaccare la profondità invece che giocare spalle alla porta. Dotato di un'ottima tecnica individuale, pecca nella freddezza sottoporta risultando quindi per il suo ruolo poco prolifico e poco continuo in fase realizzativa

## Carriera

### Club
Cresciuto nel settore giovanile del Malmö FF, debutta in prima squadra il 16 luglio 2020 in occasione del match di Allsvenskan vinto 2-1 contro l'Östersund. In quella stagione colleziona 16 presenze e una rete. Dopo aver fatto tre apparizioni dalla panchina nella prima parte dell'Allsvenskan 2021, il 16 luglio 2021 viene prestato fino al termine della stagione ad un'altra squadra di Allsvenskan, il Mjällby. Qui realizza 8 reti in 19 partite.
Il 31 gennaio 2022 viene acquistato dall'Heerenveen.
Il 30 gennaio 2023 passa a titolo definitivo all'Olympique Lione. La stagione successiva gioca con il Lione le prime tre partite di campionato, per poi passare in prestito al Wolfsburg.
il 27 agosto 2024 si trasferisce al Verona, in prestito per un anno con diritto di opzione. Esordisce in serie A il 16 settembre seguente nel finale della partita in casa della Lazio, subentrando a Flavius Daniliuc. Il 26 ottobre invece realizza il suo primo gol coi veronesi nella sconfitta per 6-1 in casa dell'Atalanta. Il 4 luglio 2025 viene riscattato dai veneti.

### Nazionale
Ha giocato nelle nazionali giovanili svedesi Under-19 ed Under-21.

## Statistiche

### Presenze e reti nei club
Statistiche aggiornate al 4 luglio 2025.
| Stagione               | Squadra                | Campionato             | Campionato | Campionato | Coppe nazionali | Coppe nazionali | Coppe nazionali | Coppe continentali | Coppe continentali | Coppe continentali | Altre coppe | Altre coppe | Altre coppe | Totale | Totale |
| Stagione               | Squadra                | Comp                   | Pres       | Reti       | Comp            | Pres            | Reti            | Comp               | Pres               | Reti               | Comp        | Pres        | Reti        | Pres   | Reti   |
| ---------------------- | ---------------------- | ---------------------- | ---------- | ---------- | --------------- | --------------- | --------------- | ------------------ | ------------------ | ------------------ | ----------- | ----------- | ----------- | ------ | ------ |
| 2020                   | Malmö FF               | A                      | 17         | 1          | CS              | 3               | 1               | UEL                | 3                  | 0                  | -           | -           | -           | 23     | 2      |
| 2021                   | Malmö FF               | A                      | 3          | 0          | CS              | 0               | 0               | UCL                | 1                  | 0                  | -           | -           | -           | 4      | 0      |
| 2021                   | Mjällby                | A                      | 19         | 8          | CS              | 1               | 0               | -                  | -                  | -                  | -           | -           | -           | 20     | 8      |
| lug. 2022              | Malmö FF               | A                      | 0          | 0          | CS              | 0               | 0               | UCL                | 1                  | 0                  | -           | -           | -           | 1      | 0      |
| Totale Malmö FF        | Totale Malmö FF        | Totale Malmö FF        | 20         | 1          |                 | 3               | 1               |                    | 4                  | 0                  |             | -           | -           | 27     | 2      |
| gen.-giu. 2022         | Heerenveen             | E                      | 13+2       | 5+1        | CO              | 0               | 0               | -                  | -                  | -                  | -           | -           | -           | 15     | 6      |
| 2022-gen. 2023         | Heerenveen             | E                      | 19         | 5          | CO              | 1               | 0               | -                  | -                  | -                  | -           | -           | -           | 20     | 5      |
| Totale Heerenveen      | Totale Heerenveen      | Totale Heerenveen      | 32+2       | 10+1       |                 | 1               | 0               |                    | -                  | -                  |             | -           | -           | 35     | 11     |
| gen.-giu. 2023         | Olympique Lione        | L1                     | 13         | 1          | CF              | 2               | 0               | -                  | -                  | -                  | -           | -           | -           | 15     | 1      |
| ago. 2023              | Olympique Lione        | L1                     | 3          | 0          | CF              | 0               | 0               | -                  | -                  | -                  | -           | -           | -           | 3      | 0      |
| Totale Olympique Lione | Totale Olympique Lione | Totale Olympique Lione | 16         | 1          |                 | 2               | 0               |                    | -                  | -                  |             | -           | -           | 18     | 1      |
| 2023-2024              | Wolfsburg              | BL                     | 14         | 0          | CG              | 0               | 0               | -                  | -                  | -                  | -           | -           | -           | 14     | 0      |
| 2024-2025              | Verona                 | A                      | 32         | 4          | CI              | -               | -               | -                  | -                  | -                  | -           | -           | -           | 32     | 4      |
| Totale carriera        | Totale carriera        | Totale carriera        | 133+2      | 24+1       |                 | 7               | 1               |                    | 4                  | 0                  |             | -           | -           | 146    | 26     |

## Palmarès

### Club

#### Competizioni nazionali
- Campionato svedese: 2

Malmö FF: 2020, 2021